# Koeleria karavajevii
Koeleria karavajevii är en gräsart som beskrevs av Govor. Koeleria karavajevii ingår i släktet tofsäxingar, och familjen gräs. Inga underarter finns listade i Catalogue of Life.